# 马吉萨诺
马吉萨诺（義大利語：Magisano），是意大利卡坦扎罗省的一个市镇。总面积31平方公里，人口1285人，人口密度41.5人/平方公里（2009年）。ISTAT代码为079068。